# Samtgemeinde Selsingen
In der Samtgemeinde Selsingen aus dem niedersächsischen Landkreis Rotenburg (Wümme) haben sich acht Gemeinden zur Erledigung ihrer Verwaltungsgeschäfte zusammengeschlossen.

## Geografie

### Samtgemeindegliederung
1. Anderlingen
2. Deinstedt
3. Farven
4. Ostereistedt
5. Rhade
6. Sandbostel
7. Seedorf
8. Selsingen

## Sehenswürdigkeiten
Das Ganggrab bei Ostereistedt, beim Hof Wennebostel, im Staatsforst Harsefeld liegt südwestlich von Ostereistedt in der Samtgemeinde Selsingen.

## Politik

### Samtgemeinderat
Der Rat der Samtgemeinde Selsingen besteht aus 24 Ratsfrauen und Ratsherren. Dies ist die festgelegte Anzahl für eine Gemeinde mit einer Einwohnerzahl zwischen 9.001 und 10.000 Einwohnern. Die Ratsmitglieder werden durch eine Kommunalwahl für jeweils fünf Jahre gewählt. Die aktuelle Amtszeit begann am 1. November 2021 und endet am 31. Oktober 2026.
Stimmberechtigt im Rat der Samtgemeinde ist außerdem der hauptamtliche Samtgemeindebürgermeister Gerhard Kahrs (CDU).
Die letzten Samtgemeindewahlen ergaben folgende Sitzverteilungen:
| Partei/Liste               | 2021 | 2016 | Samtgemeinderat 2021Insgesamt 24 Sitze - SPD: 5 - Grüne: 2 - WFB: 3 - CDU: 13 - AfD: 1 |
| CDU                        | 13   | 15   | Samtgemeinderat 2021Insgesamt 24 Sitze - SPD: 5 - Grüne: 2 - WFB: 3 - CDU: 13 - AfD: 1 |
| SPD                        | 5    | 6    | Samtgemeinderat 2021Insgesamt 24 Sitze - SPD: 5 - Grüne: 2 - WFB: 3 - CDU: 13 - AfD: 1 |
| WFB Samtgemeinde Selsingen | 3    | 3    | Samtgemeinderat 2021Insgesamt 24 Sitze - SPD: 5 - Grüne: 2 - WFB: 3 - CDU: 13 - AfD: 1 |
| Grüne                      | 2    | –    | Samtgemeinderat 2021Insgesamt 24 Sitze - SPD: 5 - Grüne: 2 - WFB: 3 - CDU: 13 - AfD: 1 |
| AfD                        | 1    | –    | Samtgemeinderat 2021Insgesamt 24 Sitze - SPD: 5 - Grüne: 2 - WFB: 3 - CDU: 13 - AfD: 1 |
| 0                          |      |      | Samtgemeinderat 2021Insgesamt 24 Sitze - SPD: 5 - Grüne: 2 - WFB: 3 - CDU: 13 - AfD: 1 |
| 0                          |      |      | Samtgemeinderat 2021Insgesamt 24 Sitze - SPD: 5 - Grüne: 2 - WFB: 3 - CDU: 13 - AfD: 1 |
| 0                          |      |      | Samtgemeinderat 2021Insgesamt 24 Sitze - SPD: 5 - Grüne: 2 - WFB: 3 - CDU: 13 - AfD: 1 |

### Samtgemeindebürgermeister
Samtgemeindebürgermeister ist Gerhard Kahrs (CDU). Er wurde bei der Bürgermeisterwahl am 11. September 2016 als einziger Bewerber mit 82,2 Prozent der Stimmen gewählt. Bei der Bürgermeisterwahl 2021 wurde er mit 83,28 Prozent der Stimmen im Amt bestätigt.

### Wappen, Flagge, Dienstsiegel
Wappen, Flagge und Dienstsiegel der Samtgemeinde sind in § 2 der Hauptsatzung festgelegt:
Wappenbeschreibung
„In Silber eine blaue Pyramide belegt mit einem achtspeichigen silbernen Mühlenrad mit 21 Schaufeln.“
Begründung
Die Pyramide weist auf das Wappen der Sitzgemeinde Selsingen. Sie ist das Zeichen für die Gerichtsstätte im Hofe des Adelssitzes der Ritter von Selsingen. Das silberne Mühlenrad weist darauf hin, dass 6 von 8 Mitgliedsgemeinden Standorte von Mühlen waren oder sind, insgesamt 9 Mühlen, davon 4 Wassermühlen. Als äußeres Zeichen der Verbundenheit im Samtgemeindeverband hat das Mühlenrad 8 Speichen für die 8 Mitgliedsgemeinden und 21 Schaufeln für die vormals 21 selbständigen Gemeinden in der Samtgemeinde Selsingen.
Flaggenbeschreibung
„Die Flagge der Samtgemeinde Selsingen ist blau-silber mit dem in der Mitte befindlichen Samtgemeindewappen.“
Dienstsiegel
„Das Dienstsiegel enthält das Wappen und die Umschrift ‚Samtgemeinde Selsingen, Landkreis Rotenburg (Wümme)‘.“